# 8080
8080（八千八十、はっせんはちじゅう）は、自然数また整数において、8079の次で8081の前の数である。

## 性質
- 8080は合成数であり、約数は1, 2, 4, 5, 8, 10, 16, 20, 40, 80, 101, 202, 404, 505, 808, 1010, 1616, 2020, 4040, 8080である。
  - 約数の和は18972。
- 1316番目のハーシャッド数である。1つ前は8070、次は8082。
- 約数の和が8080になる数は1個ある。(7063) 約数の和1個で表せる1135番目の数である。1つ前は8078、次は8090。
- 各位の和が16になる561番目の数である。1つ前は8071、次は8107。

## その他 8080 に関連すること
- TCP/IPにおいて、HTTP送信時のポート番号。
- Intel 8080